# 愛宕出入口

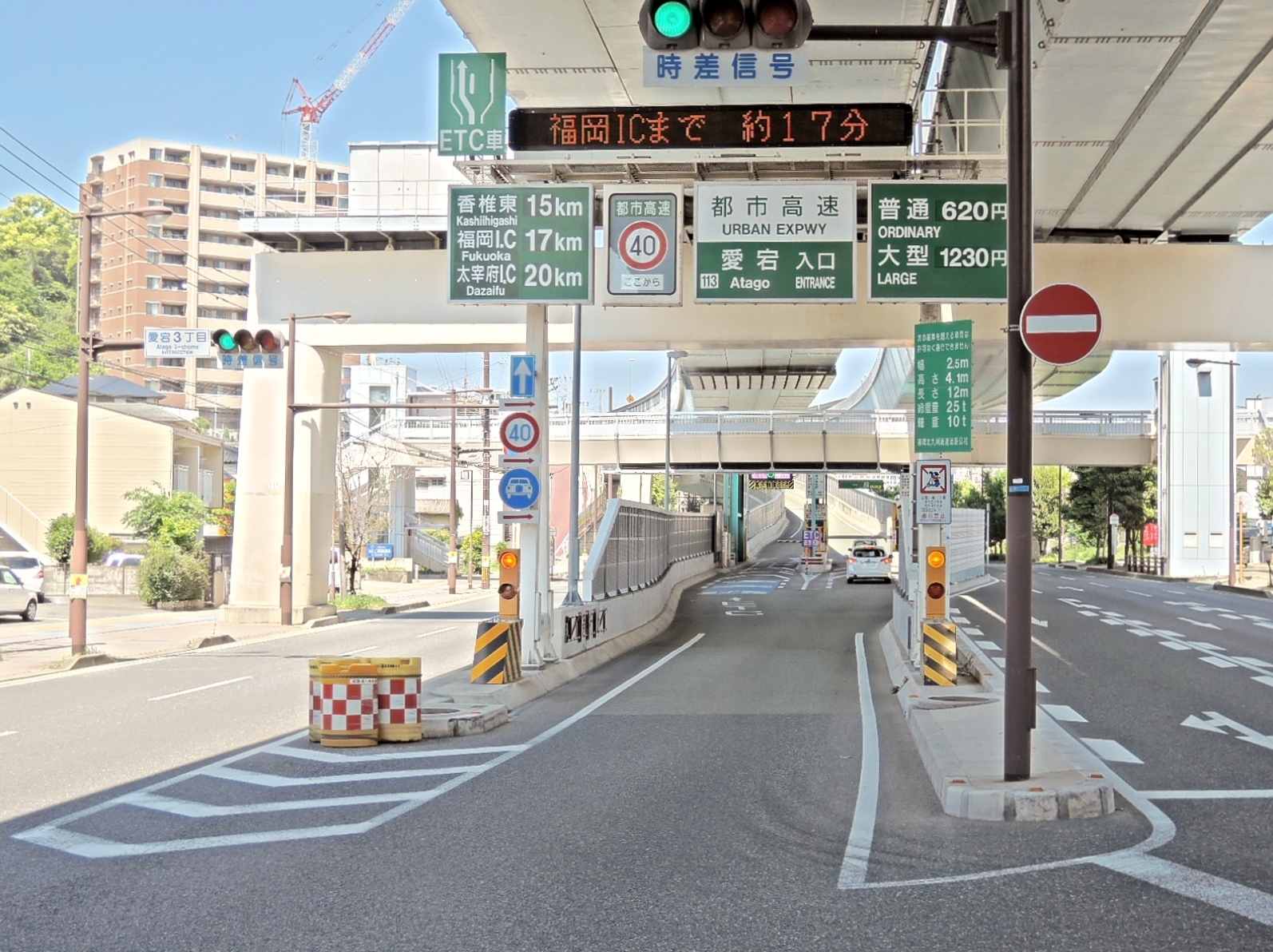
姪浜方面より天神方面への入口(真ん中）。左は一般道路。右は天神方面からの出口と合流した一般道路

愛宕出入口（あたごでいりぐち）は福岡県福岡市西区愛宕にある福岡高速道路環状線の出入口。

## 周辺
- マリノアシティ福岡
- ショッパーズモールマリナタウン
- マリナタウン
- 早良区役所
- ももちパレス
- 福岡西消防署
- 西福岡税務署
- 姪浜渡船場

## 料金所

### 天神北・香椎・水城方面
- ブース数：2
  - ETC専用：1
  - 一般：1

## 注意点
福重・前原方面（西行き）へは行けない。

## 隣
福岡高速環状線
(114)姪浜出入口 - (113)愛宕出入口 - (112,111)百道出入口